# Pedro Ré
Pedro Miguel Alfaia Barcia Ré, (Lisboa, 24 de dezembro de 1956) é um biólogo português.
Pedro Ré fez a sua licenciatura em biologia em 1978 na Faculdade de Ciências da Universidade de Lisboa, tendo obtido o doutoramento na especialidade de "Ecologia Animal" pela mesma faculdade em 1984.
Na investigação, dedica-se entre várias matérias ao estudo do ictioplâncton da costa portuguesa e dos estuários portugueses.

## Prémios
- Prémio do Mar Rei D. Carlos (1996)[2]